# Baltic Pipe
Baltic Pipe er en kommende gasledning på 800-950 km, der skal transportere ti mia. kubikmeter gas årligt fra de norske gasfelter i Nordsøen gennem Danmark og videre til Polen. Dette svarer til cirka halvdelen af det polske forbrug af naturgas i 2015. Projektet vurderes til at koste 12-16 mia. kroner, hvoraf ca. halvdelen skal betales af Energinet, der er sammen med polske Gaz-System S.A. er bygherrer på projektet.

## Formål, indhold og tidsplan
Formålet med gasledningen er bryde Polens afhængighed af det russiske selskab Gazprom for landets forsyning med naturgas. Projektet er på EU's liste over projekter af særlig europæisk interesse, da det blandt andet kan styrke forsyningssikkerheden og sænke prisen på gas. Ledningen forøger samtidigt Danmarks mulighed for at modtage gas fra Norge.
Projektet indebærer at Energinet anlægger 105-110 km gasledninger i Nordsøen, ca. 210-230 km nye gasledninger i Danmark, samt en kompressorstation på Sjælland. Polske Gaz-System S.A. står for etableringen i Østersøen og i Polen.
De indledende undersøgelser i de forskellige områder startede i sommeren 2017 og varer et års tid. Fra sommeren 2019 indledes ekspropriationsforretninger og arkæologiske undersøgelser. Anlægsarbejdet forventes at vare fra 2020 og frem til slutningen af 2022, hvor anlægget forventes taget i brug.
Polen ønsker at erstatte landets forbrug af kul og afhængigheden af russisk gas med en import af naturgas fra Norge. Samtidig ønsker Polen af blive distributør af naturgas til Ukraine og de Baltiske Lande ved hjælp af en gashavn i Świnoujście og anlægget af Baltic Pipe, og dermed mindske disse landes afhængighed af Rusland. Gasterminalen i Świnoujście indgår i Three Seas Initiative (en), et samarbejde mellem de 12 østeuropæiske EU-lande. Gruppen arbejder bl.a. for at etablere en gasforbindelse mellem Polen og Kroatien.
I 2018 kom 48% af polsk el fra kul, 29% fra brunkul, 13% fra grøn energi, og 7% fra naturgas.
Litauen har tilsvarende anlagt en terminal i Klaipėda til import af flydende naturgas, Klaipėda LNG FSRU (en), for at bryde det russiske monopol på at eksportere gas til regionen. Terminalen i Litauen medførte at Letland kunne importere naturgas 20% billigere end tidligere.
Kontrakten med Gazprom udløber i 2022, samtidig med at Baltic pipe forventes færdiggjort.

## Ruteføringen
Gasledningen kommer ifølge projektbeskrivelsen til at gå på land ved Blåbjerg nord for Esbjerg, hvorefter den krydser Jylland via både eksisterende og nye ledninger, hvorefter den krydser Lillebælt ved Kolding og går i land igen syd for Middelfart, hvorefter den først går mod sydøst og derefter mod øst, for så at passere Storebælt ved Nyborg. Fra Kongsmark på Sjælland vil den følge en sydøstlig rute, for til sidst at fortsætte ud i Faxe Bugt og derfra via Østersøen mellem Rügen og Bornholm til Polen. Ledningen føres under Susåen i en boret tunnel. I Østersøen mellem Bornholm og Rügen kommer rørledningen til at krydse Nord Stream-gasledningens rute mellem Rusland og Tyskland.

## Kontroverser
Ekspropriationen har medført sagsanlæg fra berørte landmænd, som bestrider statens ekspropriationsret. Tirsdag d. 7. juli 2020 tiltvang 15 personer sig adgang til en byggeplads ved Sdr. Stenderup ved Kolding hvor de lænkede sig fast til byggemateriellet. Energinets hovedkvarter blev også påvirket.
Baltic Pipe projektet er i Danmark blevet kritiseret for at modarbejde bl.a. Parisaftalens mål om at reducere CO2-udledninger ved at Polen fortsætter brugen af naturgas.